# 孟懷縈
孟懷縈（英語：Teresa H. Meng，1961年1月17日—），中華民國中央研究院院士、美國國家工程學院院士，IEEE Fellow，史丹佛大學電機系終身講座教授，國立臺灣大學講座教授，創銳訊（Atheros Communications）通訊公司創辦人，以領導分散式無線網路技術發展而最為知名。

## 生平
出生於臺南，後隨父母搬到臺北市，在此完成小學到大學的學業。
孟懷縈從臺北市立第一女中、臺灣大學電機系畢業。她於1988年取得柏克萊加州大學電機博士學位，同年即獲聘史丹佛大學電機系任教。1998年，她與當時史丹佛大學工程學院院長約翰·軒尼詩共同創辦創銳訊公司。她專精於射頻與訊號處理技術發展，包括領先業界研發出第一顆全由CMOS製造的5GHz射頻晶片。
2007年，她當選為美國國家工程學院院士，成為繼黃桑希蘭院士之後的第二位臺灣裔工程學院女院士。孟院士與黃桑院士有許多共同之處，都是出身臺灣而為全球臺灣人及女性爭光，在臺灣完成大學教育，而且都是北一女中的校友。2010年，孟懷縈當選為中央研究院院士，為當屆最年輕的院士。
孟懷縈的英籍夫婿(Simon Holden)是一位地質學家，1995年他們在喜馬拉雅山認識。

## 外部連結
- 史丹佛大學 Teresa H. Meng 教授網頁(英文)
- 中央研究院　Teresa H. Meng　院士簡歷(英文)[永久]
- 孟懷縈演講 2005/12/21（页面存档备份，存于）
- 103 學年度孟懷縈院士臺大畢業典禮致詞 (Dr. Teresa H. Meng's NTU Commencement Speech 2015) 2015/09/27 （页面存档备份，存于）